# Мечеть шейха Ахмеда Шарифа
Мечеть шейха Ахмеда Шарифа — мечеть в городе Могадишо в Сомали.

## История
Нынешняя мечеть шейха Ахмеда Шарифа была построена в 1918 году. На месте, где сейчас находятся мечеть Ахмеда Шарифа, до этого существовали две более старые мечети XVIII и XIV веков. Современная мечеть была возведена после между двумя кланами из района Шингани — Ашараф и Амууди, который возник из-за того, как клан Ашараф отстранил хатиба мечети от своей должности. Так как они не имели права делать это, поскольку этот хатиб был выбран старейшинами обоих кланов началось многолетнее противостояние. Затем клан Ашараф начал строить новую мечеть шейха Ахмеда Шарифа. Спор закончился только в 1921 году после вмешательства Карло Аволио, который в то время был главой муниципалитета. Для решения конфликта между двумя противоборствующими группами в Могадишо прибыли многие религиозные лидеры Сомали. Они решили, что клан Амуди молится двенадцать пятниц в мечети шейха Ахмеда, а клан Ашараф будет молиться в старой пятничной мечети. Амуди согласились, что новый хатиб будет выбран из Ашарафов, и между ними был заключен мир.